# 公視晚間新聞
《公視晚間新聞》（英語：PTS Evening News）為公共電視文化事業基金會（公視）晚間新聞節目，2002年7月1日開播，是公視新聞的主力節目，目前的播出時間是平日19時至20時整、週末19時至19時30分。

## 沿革
2002年7月1日，《公視晚間新聞》開播，播出時間定為每週一至週五21:00至22:00，首任主播為葉明蘭。2003年2月17日，《公視晚間新聞》開播時間改為每日19:00，與台灣無線電視業界其他四台的晚間新聞節目（《台視晚間新聞》、《中視新聞全球報導》、《華視晚間新聞》、《民視七點晚間新聞》）相同。2004年，《公視晚間新聞》播出時間改為每週一至週五19:00至19:55分。2005年，《公視晚間新聞》播出時間改為每週一至週五19:00至19:55分與每週六至週日19:00至19:25。
2006年8月7日，隨著台灣公廣集團整合華視新聞部與公視新聞部成立「公廣集團新聞平台」，《公視晚間新聞》播出時間改為每週一至週五20:00至20:55與每週六至週日20:00至20:25，《公視晚間新聞》片頭動畫首度嵌入台灣公廣集團標誌；但是公廣集團新聞平台磨合不到八個月，即正式宣告暫停運作。
2007年8月6日，隨著公視新聞大改版，《公視晚間新聞》在螢幕下方添加滾動字幕預告該日內容及摘錄中央社新聞。2007年10月，《公視晚間新聞》螢幕下方滾動字幕停止摘錄中央社新聞。
2008年3月12日，《公視晚間新聞》在華視MOD新聞頻道試播時期就與公視主頻道及公視2台同步聯播。2011年5月16日，因公視新聞部搬回台北市內湖區公視總部而離開華視媒體園區，因此停止聯播。

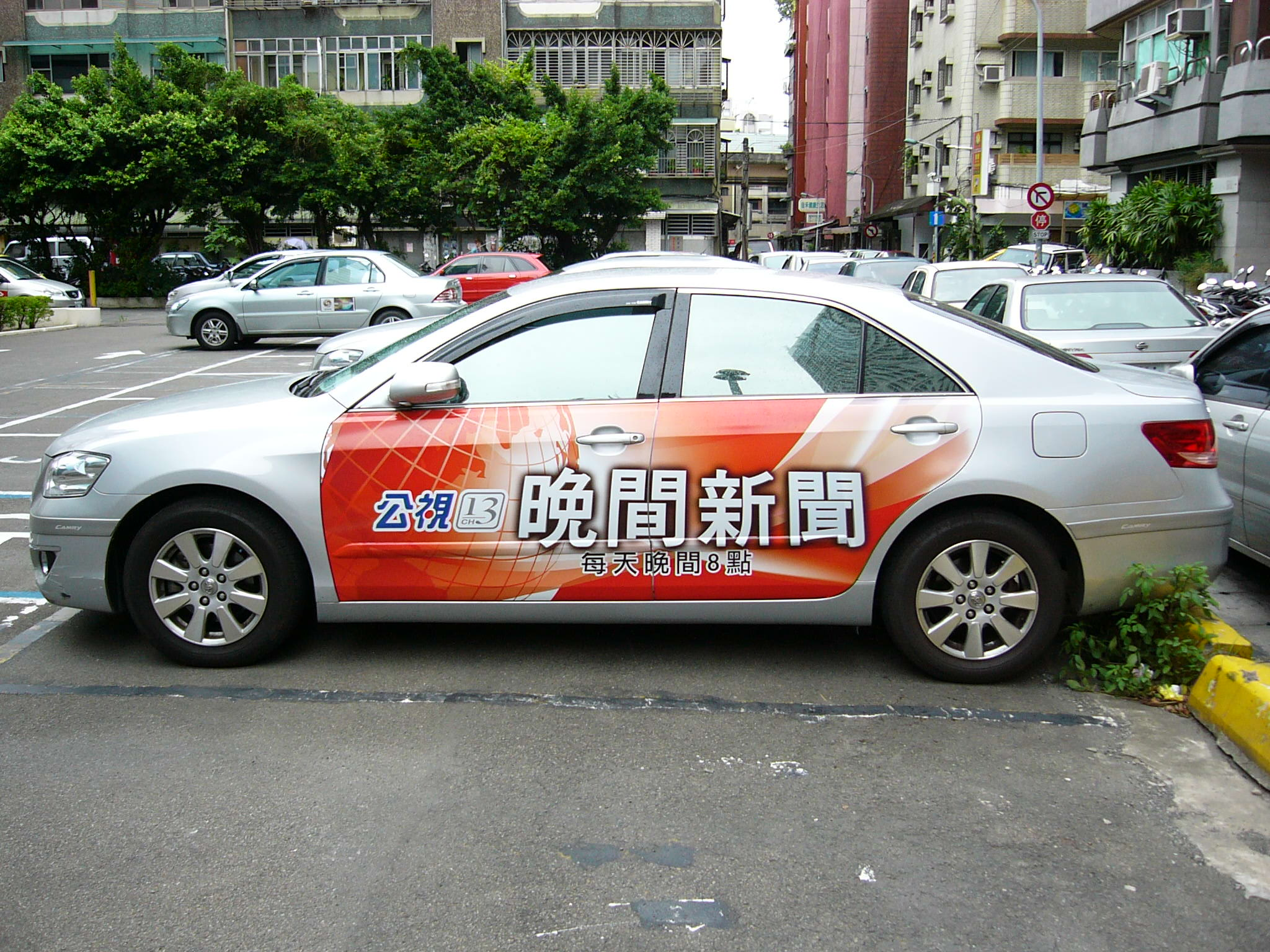
貼著《公視晚間新聞》車體廣告的公視新聞採訪車

2010年7月5日，《公視晚間新聞》全新改版，此次改版重點為華視耗資約新台幣兩千萬元打造的3D全虛擬攝影棚錄影，同時亦全面革新片頭動畫及新聞鏡面。
2011年5月16日，《公視晚間新聞》全面更新片頭動畫、新聞鏡面及攝影棚佈景，片頭動畫啟用第二代中英雙語標準字，第二代標準字以「PTS Evening News」取代第一代標準字的「PTS News」。2011年6月18日，由於公視國際新聞節目《全球現場》復播，《公視晚間新聞》每週六至週日播出時間均改為20:00至20:30。
2012年5月28日起，因公視新聞改版，本節目播出時間改為週一至週五19:00至20:00、週六至週日19:00至19:30，週一至週五18:57至19:00播出《公視晚間新聞搶先報》。
2013年7月15日起，《公視晚間新聞》改為每日18:59播出。
2014年1月6日，《公視晚間新聞》全面更新片頭動畫、新聞鏡面及攝影棚佈景。
2014年3月，《公視晚間新聞》開始在氣象時間（〈公視氣象〉）使用虛擬攝影棚。
2016年3月7日，《公視晚間新聞》全面更新片頭動畫、新聞鏡面和新聞開場音樂（統一化包含「早安英語新聞」、台語新聞、公視晚間新聞搶先報、《全球現場》的片頭動畫），並改以HD高畫質製作，但因公視主頻尚未升級HD訊號，以16:9上下拉伸播出。
2016年7月1日起，公視HD台以高畫質播出《公視晚間新聞》；7月6日，隨著公視主頻升級為HD高畫質播出，《公視晚間新聞》於公視主頻也改為高畫質播出。
2017年9月21日，本節目增加體育新聞單元〈運動天下〉，內容為國內外體育新聞，主播為鄭惟仁，於平日〈公視氣象〉前播出（現改為不定期播出）
2021年10月22日起，本節目開始於公視新聞網YouTube頻道直播。

## 節目調整
- 2013年3月8日，公視主頻因播出2013年世界棒球經典賽第一組（中華 v.s. 日本）而將《公視晚間新聞》提前到17:30播出，公視2台則照常於22:00播出《公視晚間新聞》。
- 2015年11月14日，因直播2015年世界棒球12強賽古巴 v.s. 中華台北，《公視晚間新聞》順延至22:18播出（原為21:30播出）。
- 2016年2月6日，因發生高雄美濃地震，《公視晚間新聞》延長播出時間為1小時。
- 2016年10月8日，因公視主頻直播《第51屆電視金鐘獎頒獎典禮》，《公視晚間新聞》提前到18:30播出（當日《公視暗時新聞》暫停播出）。
- 2018年11月24日，因公視主頻直播《逐鹿百里侯-2018九合一選舉開票》，當日《公視晚間新聞》暫停播出[7]。
- 2019年11月12日，因公視主頻直播《2019世界12強棒球錦標賽》，中華電信MOD上的公視主頻、網路直播頻道首次於19:00播出《公視晚間新聞》，數位無線訊號的公視主頻則順延至23:00播出[8]。
- 2020年8月15日，因公視主頻直播《決戰815 高雄市長補選開票特別報導》，當日《公視晚間新聞》暫停播出。
- 2020年9月26日，因公視主頻直播《第55屆電視金鐘獎頒獎典禮》，《公視晚間新聞》提前到18:30播出（當日《公視暗時新聞》暫停播出）。
- 2021年5月15日，因台灣單日嚴重特殊傳染性肺炎本土個案達181例，《公視晚間新聞》延長播出時間為1小時，當日《全球現場-深度週報》首播改為22:00，於公視3台播出。
- 2021年5月16日，因台灣單日嚴重特殊傳染性肺炎本土個案達206例，《公視晚間新聞》延長播出時間為1小時，當日《全球現場-漫遊天下》首播改為22:00，於公視3台播出。
- 2021年7月23日，因公視主頻和公視台語台直播《2020東京奧運開幕典禮》，《公視晚間新聞》提前到18:00播出；高雄廣播電臺則暫停播出當天的《公視晚間新聞》。
- 2021年7月26日，因公視主頻和公視3台直播《2020東京奧運 桌球混雙決賽》（19:01至19:41），《公視晚間新聞》提前到18:30播出，播出時間則縮短為47分鐘（18:30~19:01、19:41~19:57）。
- 2021年7月31日，因公視主頻直播《2020東京奧運 羽球女單4強/男雙銅牌/男雙金牌》，當日《公視晚間新聞》改為中華電信MOD的、公視13頻道網路直播（YouTube）播出。
- 2021年12月18日，因當日為2021年中華民國四大公投投票日，當日《公視晚間新聞》併至《2021全民公投開票-公視晚間新聞特別報導》，於18:00至18:25播出（公視3台暫停播出當日《公視晚間新聞》）。
- 2022年11月22日，因直播《憲法修正案公民複決 第1案意見發表會》，當日《公視晚間新聞》改為19:30至19:57播出，播出長度縮短為27分鐘。
- 2023年12月22日，因直播《第16任總統副總統選舉副總統候選人電視政見發表會》，當日《公視晚間新聞》改由公視新聞網YouTube頻道直播，公視3台於當日21:00照常播出本節目。

## 歷代節目擔任

### 现任主播
自2019年2月25日起，《公视晚间新闻》不再采用固定主播，而是由主播群轮流播出。
| 现任主播               | 播出日期        |
| ---------------------- | --------------- |
| 李曉儒、蔡慧玲、黃立偉 | 2019年2月25日起 |
| 郭采彦                 | 2020年3月起     |
| 林欣儀                 | 2021年5月起     |
| 黄姵涵                 | 2023年3月起     |

### 前任主播
- 平日

| 前任主播               | 播出日期                        |
| ---------------------- | ------------------------------- |
| 黃明明                 | 時間不明－2014年                |
| 洪蕙竹、林欣儀、李曉儒 | 平日輪播，2014年－2017年3月17日 |
| 葉明蘭                 | 2017年3月20日－2019年2月22日    |
| 韓瑩                   | 2019年2月－2024年3月27日        |
| 曹晏郡                 | 2016年10月－2024年7月21日       |

- 週末、平日代班

| 前任主播 | 播出日期                                       |
| -------- | ---------------------------------------------- |
| 洪蕙竹   | 時間不明－2017年                               |
| 王琪如   | 2008年7月12日－2016年6月18日                   |
| 張玉菁   | 2008年7月19日－2010年3月21日（週六）           |
| 許恆慈   | 2008年7月26日－2008年9月（週六）               |
| 葉明蘭   | 2008年10月20日－2010年（平日代班、週六或週日） |
| 林欣儀   | 2008年11月22日－2017年                         |
| 黃怡菁   | 2019年4月－2020年8月                           |

## 外部連結
- 公視新聞網（页面存档备份，存于）
- 公視新聞網 PNN的Facebook專頁
- 公視新聞網的Instagram帳戶
- YouTube上的公視新聞網頻道